# 漓江桥

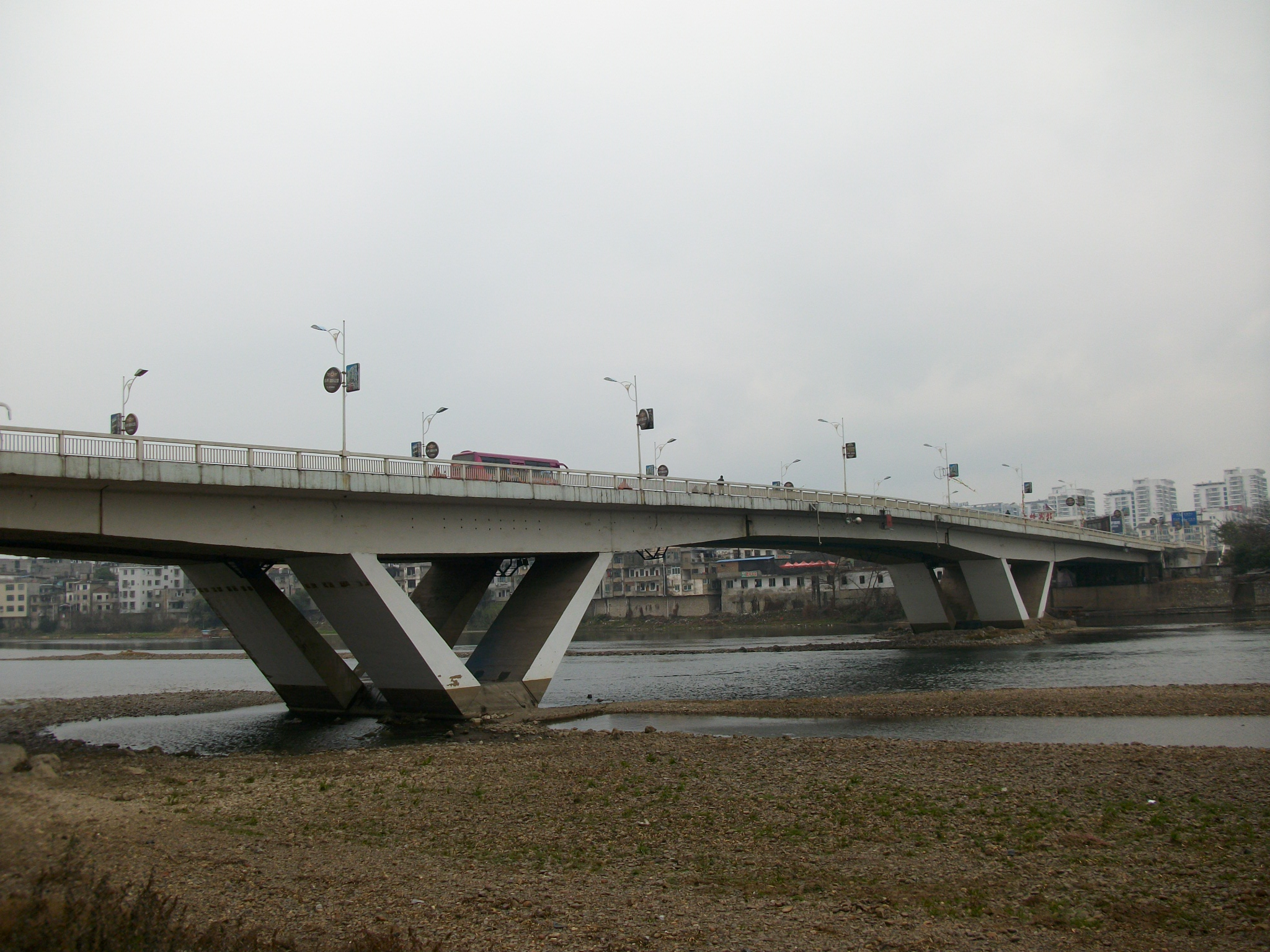
漓江桥

漓江桥，位于广西桂林市市内，横跨漓江，故名。该桥西连上海路，东接漓江路，与西面700米处雉山桥一并连接了桂林市东西城区。

## 印象
雉山漓江桥被官方称做是国内第一座V型有技术难度的大桥（有争议）。
漓江桥上是双向车道，旁边有人行道，分跨为67.5+95.0+67.5(m)，锚跨长67.5m，悬臂长27.5m，悬臂间设置40m挂梁，均为箱形截面，墩顶箱高3.0m，向两侧对称伸长16m，按直线变化成2.0m箱高。

### V型

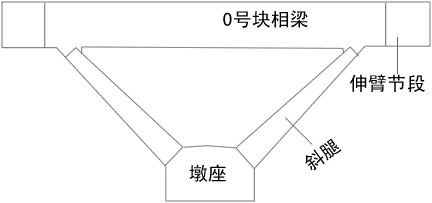
V型结构图

漓江桥在建筑专业上称预应力混凝土V型墩刚构桥，V形墩的斜腿长12m，宽度与箱梁等同（5m），斜腿倾角45度。V形墩可减小主梁的±M峰值，并显著降低建筑高度，最小高跨比达1/42.5。 

### 特点
采用“V型”结构，有两个V字结构支撑，桥面线条流畅，远看秀气狭长，总体给人清新明朗之感。

## 筹建过程
漓江桥由铁道部大桥工程局勘测、设计、施工，当地市政府总投资1421万元，于1985年9月始建，1988年3月竣工并在9月通过验收交付使用。
媒体报道建桥的构想缘于铁道部大桥局局长池应波，由于所涉及的地形和景观复杂，光桥的设计方案就搞了三年，在当时中国路桥史上是极其罕见的。桥位的规划早在1975年得到了国家有关部门肯定，在1982年9月自治区有关部门又进行反复论证并确立了漓江桥的桥位，桂林市市政府以“市政函（1982）3号”文件将大桥的勘测、设计、施工委托给铁道部大桥局。1982年11月，签订了“桂林漓江雉山公路桥勘测设计合同”，这样漓江桥工程正式开始。 
需要特别提出的是：曾在1981年桂林市第五届人大代表会召开时，人大代表们均要求修建此桥。上报后，自治区领导开始同意了建桥方案但第二天又否定了，桂林市科协里有人提出了改建过江隧道的方案，可是后来因为资金过高，且不可行而被否决。通过桂林市领导的努力，最终落实了建桥方案。

## 扩建
2015年9月28日，漓江桥扩建工程项目正式开工。工程将对引桥两侧辅道进行改造，两侧新建4米宽辅道及2.5米宽人行道，改造后引桥断面宽51.5米。扩建后的桥梁及引道均为双向六车道，机动车道和非机动车道分离。2017年5月2日项目完工。

## 意义
因为是国内首座，桂林人对此倍感自豪。它连通了上海路和漓江路整条直路，极大地方便了城市的东西交通。